# Zagyvapálfalva
Zagyvapálfalva egykor önálló község, 1961 óta Salgótarján része. 1909-ben jött létre Andrásfalva és Pálfalva egyesülésével.

## Földrajza

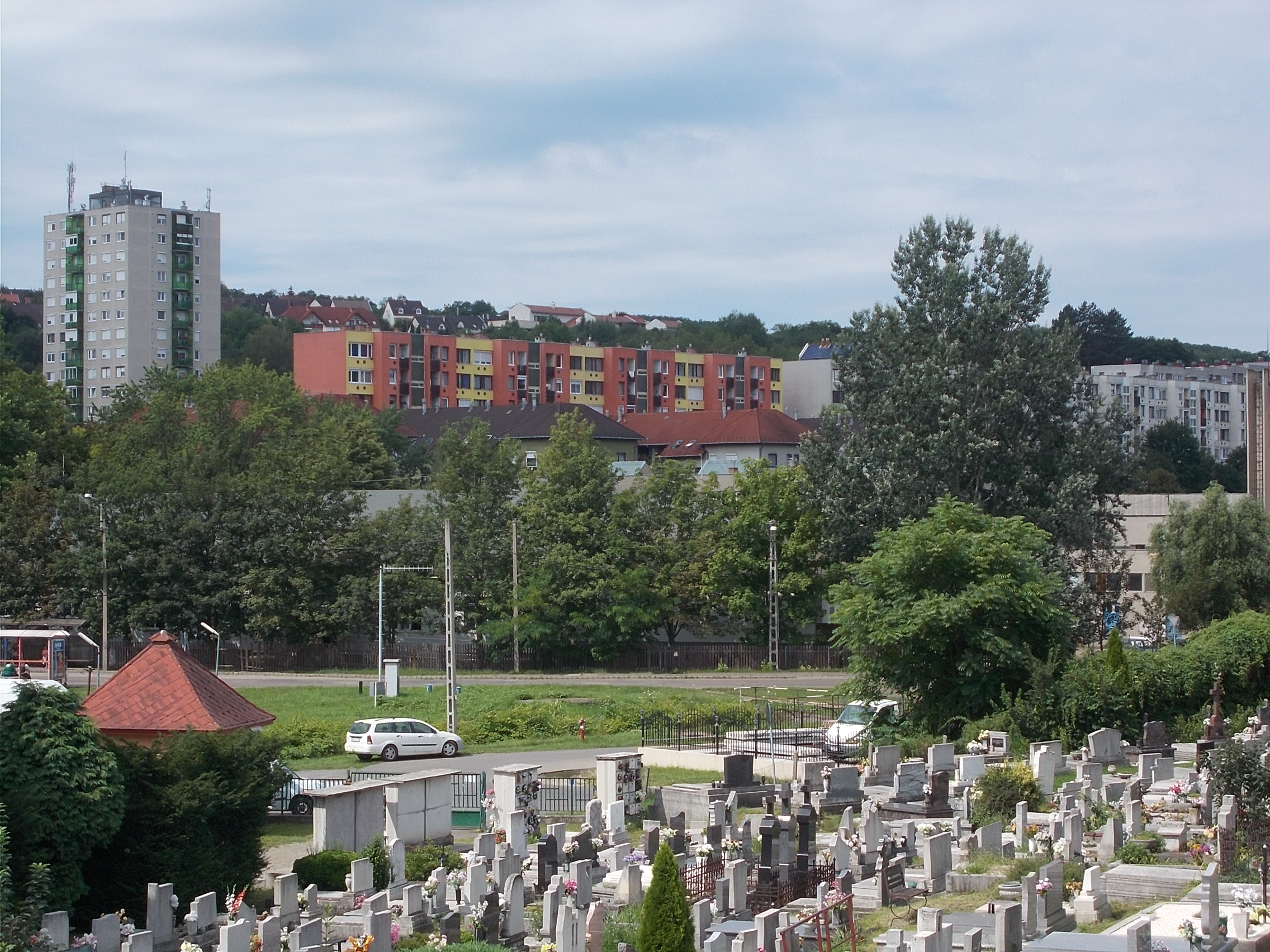
A Hősök útjai temető, mögötte a Gorkij lakótelep

Zagyvapálfalva több, kisebb-nagyobb patakok völgyében fekszik. A fő patak a Tarján-patak. A kisebbek közül az egykori Bányagépgyár felől folyik a Szánas-patak, egyesül a Zatkó-patakkal, majd innen Karancs-patak néven ömlik a Tarján-patakba. Ezen kívül néhány kisebb ér, vagy csermely folyik a településrészen keresztül.

### Megközelítése
Legfontosabb közúti megközelítési útvonala a 21-es főút, ezen érhető el mind Hatvan mind pedig Salgótarján városközpontja irányából. Itt ér véget a 22-es főút Balassagyarmat irányából illetve a 2302-es út Vizslás irányából.
A hazai vasútvonalak közül a Hatvan–Somoskőújfalu-vasútvonal érinti, melynek itt egy vasútállomása is van; Zagyvapálfalva vasútállomás a központ közelében helyezkedik el, közúti elérését a 2302-es útból kiágazó 23 302-es számú mellékút biztosítja.
Helyközi autóbuszjáratok: 1010, 1020, 1021, 1301, 1305, 1307, 1349, 1351, 1384, 1447, 3045, 3051, 3052, 3055, 3058, 3060, 3061, 3062, 3063, 3064, 3065, 3066, 3070, 3072, 3075, 3080, 3081, 3082, 3126

## Története
Zagyvapálfalva 1909-ben keletkezett Andrásfalva és Pálfalva községek egyesüléséből.
- Andrásfalva

Az 1548. évi adóösszeírás szerint Lotho János birtoka volt. A későbbi összeírásokból hiányzik, sőt az 1705–1720. évi összeírásban sem fordult elő. 
1826-ban a gróf Thoroczkay család és a Csoma örökösök voltak a helység birtokosai; majd a 19. század közepén, Gyürky Ábrahám, majd báró Solymosy Jenő volt a nagyobb birtokosa. 
- Pálfalva

Alsó- és Felső-Pálfalva egyesüléséből keletkezett. A település már a középkorban is létezett. 
1548-ban Nagyfáy Balázs birtoka volt. A későbbi összeírásokból azonban hiányzott. 
Az 1715–1720. évi összeírásokban ismét szerepelt, de csak egy magyar és három tót háztartással. 
1740-ben a Komjáthy és a Pakots családok, 1770-ben Mikulay István, Komjáthy Sándor, Pap József özvegye, Patkó István örökösei és Beniczky István voltak a földesurai. 
A 19. század elején még puszta, 1826-ban Felső-Pálfalván 164-en, Alsó-Pálfalván 120-an laktak, közöttük Bornemissza Károly, Komjáthy özvegye és Okolicsányi Péter is. 
1836-ban már egy községgé alakult s ekkor az alsópálfalvai részen 139, a felső pálfalvain 221 lakosa volt, földesurai pedig a Bornemissza, a Komjáthy, a Pap, az Okolicsányi és a Kun családok voltak. Később pedig Gyürky Ábrahám lett a legnagyobb birtokosa. 
A község határában a „Salgótarjáni Kőszénbánya Részvénytársulat”-nak volt kőszénbányája, Pock Jenőnek pedig táblaüveggyára. A községhez tartozott: Csókás-puszta, Erzsébet-huta és Frigyesakna bányatelepek.
Zagyvapálfalvát 1961-ben csatolták Salgótarjánhoz.

## Látnivalók
- Jézus Szíve főplébánia-templom. 1933-ban községi összefogással dr. Fábián Gáspár építész ókeresztény bazilika stílusában készült tervei szerint épült. A főhajót szegélyező két mellékhajó üvegablakain Majoros Károly a keresztút, a szentélyben lévő három üvegablakon Jézus Szentséges Szíve, a Boldogságos Szűz Mária és Szent József egész alakos képét jeleníti meg. Az oltártól balra egy bányász örökmécsest tart, jobbra a bányászok védőszentje Szent Borbála képe látható. 2018. június 10-én Beer Miklós váci megyéspüspök Jézus Szent Szíve ünnepi szentmiséjén, a templom 85. születésnapja alkalmából Boldog Meszlényi Zoltán vértanú püspök csontereklyéjét ajándékozta a templomnak. Az ereklye alá a mártíromság színhelye, a Kistarcsai Központi Internálótábor szögesdrótjából vett darabot helyeztek.

## Itt született
- 1882-ben Kiss Géza úszó, sportvezető, újságíró, szakíró
- 1909-ben Honffy József színész
- 1920-ban Molnár Tibor színész
- 1922-ben Bódy József operaénekes